# 戴銑
戴銑（1464年—1506年），字寶之，直隸徽州府婺源縣（今屬江西）人，明朝政治人物。弘治丙辰進士，正德初因反對權閹劉瑾而死。

## 生平
弘治五年（1492年）壬子科應天府鄉試第十一名举人，弘治九年（1496年）丙辰科三甲進士，改庶吉士，授兵科給事中。久之，調南京戶科。
武宗即位，宦官劉瑾等橫暴專權。正德元年（1506年），劉瑾逐劉健、謝遷，激起士人共憤，戴銑與給事中艾洪、御史薄彥徽等二十一人，或獨自具名，或幾人聯名，上疏反對。最後皇帝將這二十一人全部逮捕，各廷杖三十。戴銑死於杖下，蔣欽三次被杖，三天後死在獄中。

## 著作
著有《朱子實紀》、《峰文集》。

## 家族
曾祖戴希英；祖父戴善美，義官；父戴慶瑞，母吳氏。具庆下。弟戴鉅、戴鍊。

## 延伸阅读
[在维基数据编辑]
 《明史卷一百八十八》，出自《明史》